# Heimtierpass

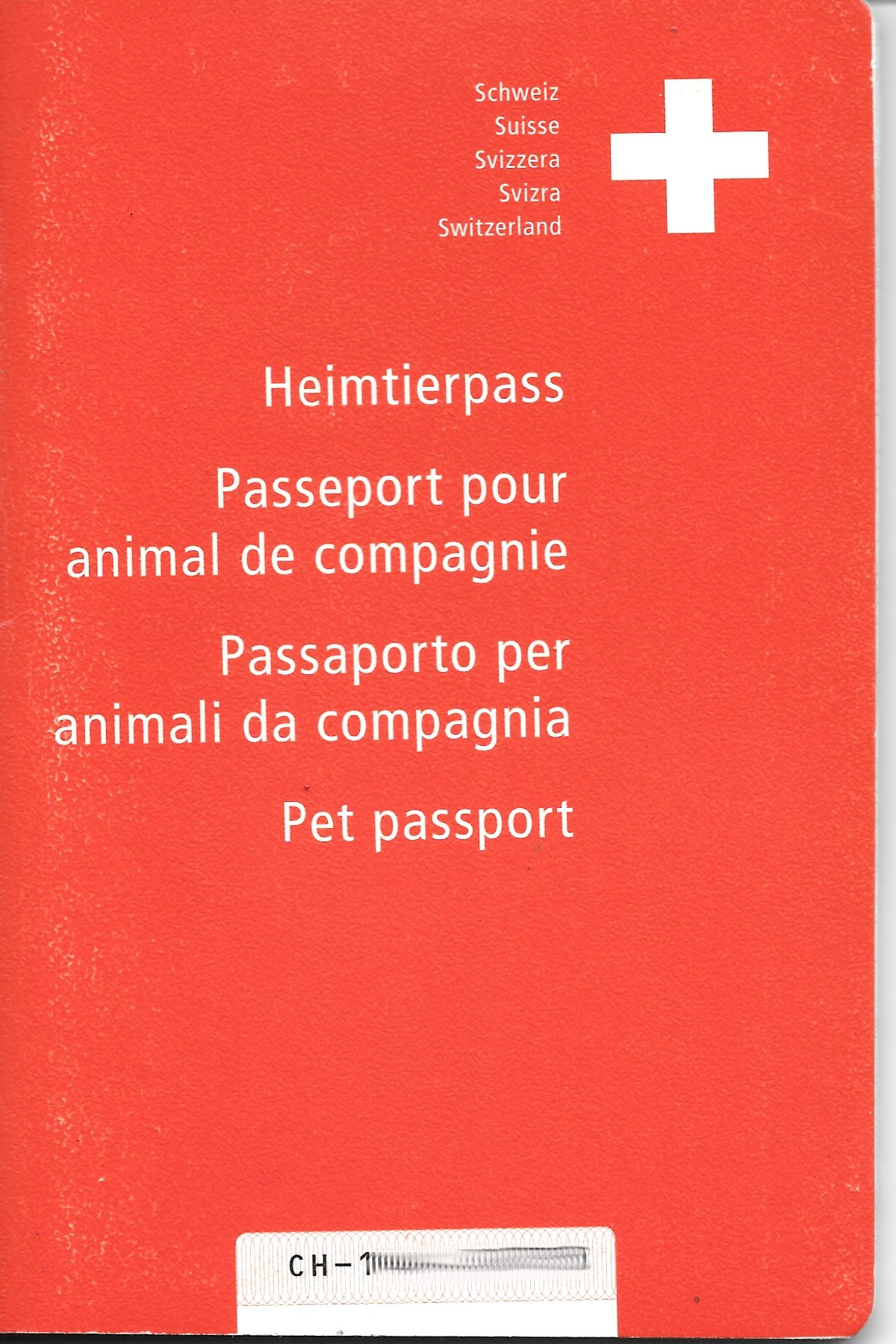
Heimtierpass nach Schweizer Recht

Heimtierpass ist ein Dokument nach Schweizer Recht, das bei der Ein- und Durchfuhr von bestimmten Heimtieren mitgeführt werden muss.

## Rechtsgrundlagen und Bedeutung
Rechtsgrundlage ist die aufgrund des Tierseuchengesetzes vom Schweizer Bundesrat erlassene Verordnung über die Ein-, Durch- und Ausfuhr von Heimtieren (EDAV-Ht) vom 28. November 2014.
Sie gilt für Hunde, Katzen, Frettchen, Hauskaninchen, Nagetiere, Vögel, ausgenommen Hühner, Truthühner, Perlhühner, Enten, Gänse, Wachteln, Tauben, Fasane, Rebhühner und Laufvögel (Ratitae), Reptilien, Amphibien, Zierfische und für Zierzwecke gehaltene Wassertiere sowie wirbellose Tiere, ausgenommen Bienen und Krustentiere, die aus Interesse am Tier oder als Gefährten im Haushalt gehalten werden.
Der Heimtierpass soll die grenzüberschreitende Tierseuchenverschleppung, insbesondere der Tollwut verhindern.
Die EDAV-Ht verweist dazu auf die entsprechenden Regelungen der Europäischen Union. Der Heimtierpass für Hunde, Katzen und Frettchen muss den Anforderungen an den EU-Heimtierausweis entsprechen. Die Schweiz gehört aus Sicht der EU zu jenen Drittstaaten, die gem. Art. 13 Abs. 1 Verordnung 576/2013, Art. 2 Abs. 1 Verordnung 577/2013 in Verbindung mit Anhang II Teil 1 in Bezug auf Heimtiere einen den Mitgliedstaaten vergleichbaren Tollwutschutz gewährleisten.